# Lothar Rubin
Lothar Rubin (Lebensdaten unbekannt) war ein deutscher Fußballspieler.

## Karriere
Rubin gehörte dem VfB Leipzig als Mittelfeldspieler an, für den er in dem von Verband Mitteldeutscher Ballspiel-Vereine organisierten Meisterschaften im Gau Nordwestsachsen, der regional höchsten Spielklasse, von 1909 bis 1911 Punktspiele bestritt. In dieser Zeit gewann er zweimal die Meisterschaft im Gau Nordwestsachsen und zweimal die Mitteldeutsche Meisterschaft.
In dem in zwei Gruppen aufgeteilten Gau Nordwestsachsen, ging er mit seiner Mannschaft als Sieger der aus fünf Mannschaften bestehenden Gruppe A hervor und gewann das am 20. Februar 1910 ausgetragene Finale um die Nordwestsächsische Meisterschaft mit 2:1 gegen den BV Olympia 1896 Leipzig, dem Sieger der Gruppe B. Auch die sich anschließende Endrunde um die Mitteldeutsche Meisterschaft verlief reibungsfrei; mit einem Freilos zog er mit der Mannschaft in die 1. Zwischenrunde ein, in der am 13. März 1910 in Plauen Germania Mittweida mit 4:2 bezwungen wurde. Mit dem 4:1-Sieg am 20. März 1910 beim FC Wacker Halle zog er und die Mannschaft ins Finale ein. Das am 3. April 1910 in Leipzig ausgetragene Finale wurde mit 4:1 gegen den SC Erfurt gewonnen.
Sein Debüt in der Endrunde um die Deutsche Meisterschaft war die Viertelfinalbegegnung am 17. April 1910 mit dem Titelverteidiger FC Phönix Karlsruhe, die mit 1:2 verloren wurde.
Die Saison 1910/11 wurde erneut als Erster von nunmehr acht teilnehmenden Mannschaften des erstmals eingleisigen Gau Nordwestsachsen abgeschlossen. Alle Spiele der Endrunde um die Mitteldeutsche Meisterschaft wurden gewonnen, einschließlich des am 2. April 1911 in Leipzig mit 3:1 gegen den FC Wacker Halle gewonnenen Finales. Aufgrund des Erfolges nahm Rubin zum zweiten Mal an der Endrunde um die Deutsche Meisterschaft teil und gelangte über das Viertel- und Halbfinale ins Finale, das am 4. Juni 1911 in Dresden jedoch mit 1:3 gegen den BTuFC Viktoria 89 verloren wurde.

## Erfolge
- Zweiter der Deutschen Meisterschaft 1911
- Mitteldeutscher Meister 1910, 1911
- Gaumeister Nordwestsachsen 1910, 1911